# محوطه و گورستان نیاول
محوطه و گورستان نیاول مربوط به عصر آهن -پیش از اسلام وسده‌های میانه دوران‌های تاریخی پس از اسلام است و در شهرستان سیاهکل، بخش دیلمان، جنوب منطقه نیاول واقع شده و این اثر در تاریخ ۱۲ دی ۱۳۸۶ با شمارهٔ ثبت ۲۰۴۴۱ به‌عنوان یکی از آثار ملی ایران به ثبت رسیده‌است.